# Электреты

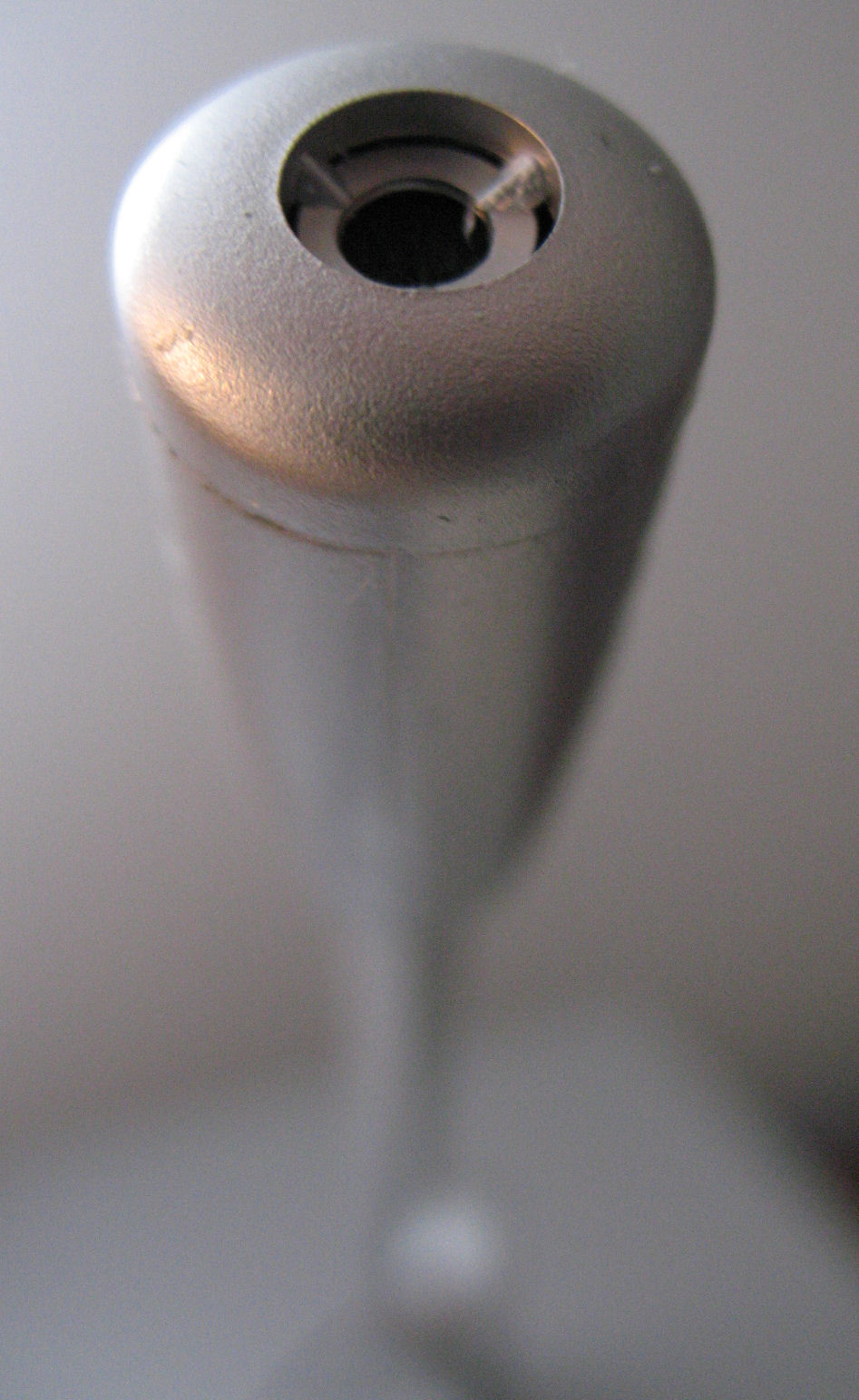
Электретный микрофон

Электре́т — диэлектрик, длительное время сохраняющий поляризованное состояние после снятия внешнего воздействия, которое привело к поляризации (или заряжению) этого диэлектрика, и создающий в окружающем пространстве квазипостоянное электрическое поле.
Электреты были открыты в 1919 году японским физиком Ёгути. Большое количество используемых материалов, методов внешнего воздействия, технологических приемов для создания поляризованного состояния в диэлектриках обуславливают многообразие проявления электретного эффекта в них.
Современные представления об электретном эффекте основаны на двух типах зарядов в диэлектриках — гетеро- и гомозаряде.
Гетерозаряд обусловлен электрической поляризацией в объёме диэлектриков вследствие ориентации диполей, ионной (или электронной) поляризации, а также смещением пространственного заряда. В этом случае отрицательный заряд электрета сосредотачивается у анода, положительный у катода, и возникающее электрическое поле противоположно по направлению полю поляризации.
Гомозаряд обусловлен инжекцией из электродов в диэлектрик носителей зарядов и локализацией их на центрах захвата или рекомбинации электронов и дырок (на энергетических ловушках) различной природы. В этом случае у катода располагается связанный отрицательный, а у анода — связанный положительный заряд, и результирующее образующееся поле имеет то же направление, что и поляризующее. Вышеупомянутые ловушки представляют собой энергетические уровни захвата инжектированных носителей заряда в запрещенной зоне диэлектрика или полупроводника.
Существует несколько способов изготовления электретов. Большинство из них основано на том, что диэлектрик помещают в электрическое поле и подвергают дополнительному физическому воздействию, которое уменьшает время релаксации диполей либо ускоряет процесс миграции заряженных частиц. В зависимости от вида физического воздействия различают термо- (нагрев вещества), электро- (действие электрического поля), фото- (действие света), магнито- (действие магнитного поля), радио- (воздействие ионизирующего излучения) и др. электреты. Электретное состояние может возникать и без приложения к диэлектрику внешнего электрического поля, например, от механической деформации (механоэлектреты), при заряжении диэлектрика в поле коронного разряда (короноэлектреты), при нагревании полимеров в контакте с электродами из разнородных металлов (металлополимерные электреты), при электризации трением (трибоэлектреты), под воздействием плазмы тлеющего разряда. Электретный эффект присущ сегнетоэлектрикам (сегнетоэлектреты), тканям живого организма (биоэлектреты). При фиксировании ориентированных в электрическом поле диполей и смещенных ионов химическим путём, например, вулканизацией, получают хемоэлектреты.
Важнейшей характеристикой электретов, определяемой экспериментально, является эффективная поверхностная плотность зарядов ({\displaystyle \sigma _{\text{эф }}}, Кл/м2), равная разности между гомо- и гетерозарядами. Другим параметром, характеризующим свойства электретов, является время релаксации зарядов {\displaystyle T_{p}} (время уменьшения заряда в e раз). Временем жизни электрета {\displaystyle T_{\text{ж}}} называется промежуток времени, в течение которого материал сохраняет электретные характеристики. У различных полимеров {\displaystyle T_{\text{ж}}} составляет 3—10 лет.

## Применение
Существует несколько традиционных областей применения электретов. Они применяются в качестве элементов:
- преобразователей механических, тепловых, акустических (см. электретный микрофон), оптических, радиационных и др. сигналов в электрические (в импульсы тока),
- запоминающих устройств,
- электродвигателей,
- генераторов;
- фильтров и мембран;
- противокоррозионных конструкций;
- узлов трения;
- систем герметизации;
- медицинских аппликаторов, антитромбогенных имплантатов, имплантируемых электретных стимуляторов остеорепарации - ортопедических электретов.